# Cashmanagement
Het cashmanagement omvat alle activiteiten die verband houden met de optimalisatie van financiële stromen tussen de onderneming, de bank en derden, alsmede tussen de zelfstandige onderdelen van de onderneming. Men beschrijft cashmanagement ook wel als financiële logistiek en het heeft ook een duidelijke relatie met de goederen-logistiek. Immers, de verkopen of inkopen van goederen vertalen zich in kasstromen. Er zijn zowel inkomende als uitgaande kasstromen en deze zijn zelden aan elkaar gelijk, dus er ontstaan, kas-, bank- en girosaldi.
Het cashmanagement is goed te vergelijken met het vakgebied van de logistiek manager. Men hanteert hier ook het begrip "Just-In-Time". Het verschil tussen de logistiek manager en de cashmanager is dat de logistiek manager de kosten van de goederenvoorraad probeert te minimaliseren en de cashmanager probeert de geldvoorraad te optimaliseren.
Het is de taak van het cashmanagement om de financiële logistiek zo te organiseren dat:
- het totale middelenbeslag wordt geoptimaliseerd;
- de kosten van de geldstromen te minimaliseren;
- de rentekosten worden geminimaliseerd of de renteopbrengsten gemaximaliseerd.

## Positie cashmanagement
De positie van het cashmanagement is in veel bedrijven een punt van discussie. Het cashmanagement functioneert als intermediair tussen de werkmaatschappijen binnen de organisatie en de verschaffers van kort vermogen op de geldmarkt. Om goed te functioneren zou deze centraal binnen de organisatie gestationeerd moeten worden. De behaalde resultaten van de cashmanager zijn afhankelijk van de tijdigheid en kwaliteit van de informatievoorziening door de werkmaatschappij aan de cashmanager. Als tegenprestatie voor de informatievoorziening ondersteunt de cashmanager de werkmaatschappijen met adviezen en scherpe tarieven. De vraag is of het cash management volledig gecentraliseerd moet worden of dat de werkmaatschappijen hun onafhankelijkheid moeten behouden waarbij de cashmanager een coördinerende rol speelt. Bij volledig centraal cashmanagement zijn alle beslissingen omtrent het beleggen van liquide middelen, crediteurenbetalingen en debiteuren volledig gecentraliseerd.
De voordelen van gecentraliseerd cashmanagement zijn:
- bundeling van kennis en ervaring bij het cashmanagement;
- matching van financiële posities en geldstromen;
- centrale inkoop van financiële diensten;
- de beheersbaarheid van financiële posities wordt vergroot.

De nadelen van gecentraliseerd cashmanagement zijn:
- vermindering van de lokale knowhow;
- afnemende aandacht voor de rente-effecten van externe betalingen en ontvangsten;
- minder kennis van de lokale betalingsgewoontes.

Uit de taken van de cashmanagement vertalen zich een aantal primaire taken:
1. geldstromenbeheer
2. liquiditeitenbeheer
3. saldobeheer